# Ainda Queima a Esperança
"Ainda Queima a Esperança" é uma canção composta por Raul Seixas, em parceria com Mauro Motta, e que ficou notabilizada na interpretação da cantora romântica-popular Diana, em 1971.

## Histórico
Composta em parceria por Raul Seixas (então produtor de Diana) e Mauro Motta, "Ainda Queima A Esperança" foi lançada inicialmente em compacto simples em 1971. O enorme sucesso comercial - que chegou ao 7° lugar na relação dos 50 discos mais vendidos em dezembro daquele ano segundo a Nopem (que fazia pesquisa de mercado sobre venda de discos) - ajudou a alavancar a carreira de Diana, que no ano seguinte teria lançado seu primeiro álbum de estúdio, "Diana.

## Letra
A letra de "Ainda Queima A Esperança" é simples e remete a uma desilusão amorosa do eu-lírico, que relembra o aniversário de 1 ano do fim do relacionamento, em meio a uma vela queimando. O tom beira ao inconformismo diante da ruptura, ora manifestada de modo irônico ("Meus parabéns agora e feliz aniversário, amor! / Estás feliz agora, depois que tudo acabou?"') ou de incompreensão ("sua historia mal contada não me sai do pensamento").

## Versões
"Ainda Queima A Esperança" ganharia diversas versões, entre as quais, gravadas por Maída e Maísa, Saia Rodada, Leonardo, Chitãozinho & Xororó, Bonde do Forró, Marcus e Mateus e Érika Martins & Telecats, As Marcianas, entre outros.